# Joseph-Gabriel Mercier (homme politique)
Pour les articles homonymes, voir Joseph Mercier et Mercier.
Joseph-Gabriel Mercier est un maître verrier et un homme politique français né le 18 mars 1836 à Fontenoy-le-Château (Vosges) et décédé le 7 août 1897 à Passavant-la-Rochère (Haute-Saône).

## Biographie

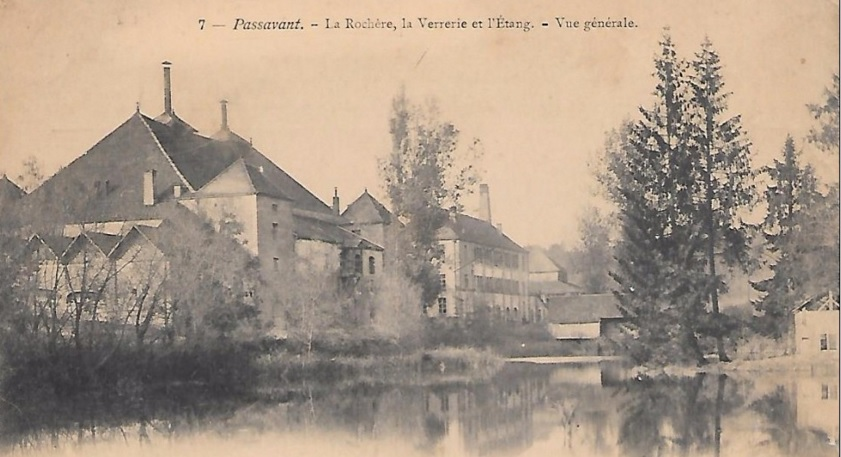
Verrerie de Passavant-la-Rochère

Joseph-Gabriel Mercier naît dans une famille notable de Fontenoy, il est un des nombreux descendants du capitaine châtelain Jacques de Huvé. Son père Michel Mercier possède une brasserie et une fabrique de couverts. Il fut maire de la ville de 1830 à 1835. Joseph est le sixième enfants d'une fratrie qui en compte neuf. Après une brillante scolarité au lycée de Metz, il entre  en  1855 à l'École polytechnique. Il sera sous-lieutenant en poste à Metz. En 1859, avec le grade de lieutenant, il participe à l'expédition du Général Princeteau en Égypte pour une mission diplomatique auprès de Mohamed Saïd Pacha. Le général Princeteau avait précédemment été chargé d'instaurer dans le pays, sur le modèle français, une école d'artillerie. En 1865, il sera Capitaine et séjourne pendant deux ans en Algérie en qualité d'aide de camp du Général Princeteau.Il se passionnera pour les ruines antiques de l'Algérie. 
Pendant la Guerre franco-allemande de 1870 il s'illustre à la Bataille de Champigny, aux batailles du Bourget et à  Buzenval
Il quitte l'armée en 1874, la même année, le 9 novembre, il épouse, avec une dispense, sa belle-sœur Marie Célina Fouillot, veuve depuis 1865 de son frère Charles Michel Benjamin Mercier.  
Il s'associe avec son beau-père  François-Xavier Fouillot pour fonder en 1875 la société en nom collectif Mercier-Fouillot, qui développe  la fabrication et la vente  de la tuilerie des Forges de Passavant, des verreries et tailleries de La Rochère où ils lancent la fabrication des tuiles et des dalles de verre. La verrerie connaît alors une période de pleine activité. On trouve au catalogue une grande variété de produits:  des verres de services taillés, des salières, des pots pour confiture, du matériel médical, d’éclairage, des tuiles et des dalles...

## Mandats politiques
Il est élu maire de Passavant en 1878 et conseiller général du canton de Vauvillers en 1886. Puis il sera choisi comme  président du conseil général de Haute-Saône en 1889 et remplira son mandat de député la Haute-Saône de 1888 à 1897.

## Distinctions
- Chevalier de la Légion d'honneur décret du 18 octobre 1870.